# Régiment d'Armagnac
Pour les articles homonymes, voir Régiment d'Armagnac (homonymie).
Le régiment d'Armagnac est un régiment d'infanterie du royaume de France, créé en 1558 sous le nom de régiment des Gardes du Roi de Navarre, devenu sous la Révolution le 6e régiment d'infanterie de ligne.

## Création et différentes dénominations
- 1776 : création du régiment d’Armagnac à partir de 2 bataillons du régiment de Navarre
- 1er janvier 1791 : renommé 6e régiment d’infanterie de ligne
- 1794 : son 2e bataillon est amalgamé dans la 12e demi-brigade de première formation.
- 10 octobre 1796 : son 1er bataillon est amalgamé dans la 28e demi-brigade de deuxième formation

## Équipement

### Drapeaux

Drapeaux
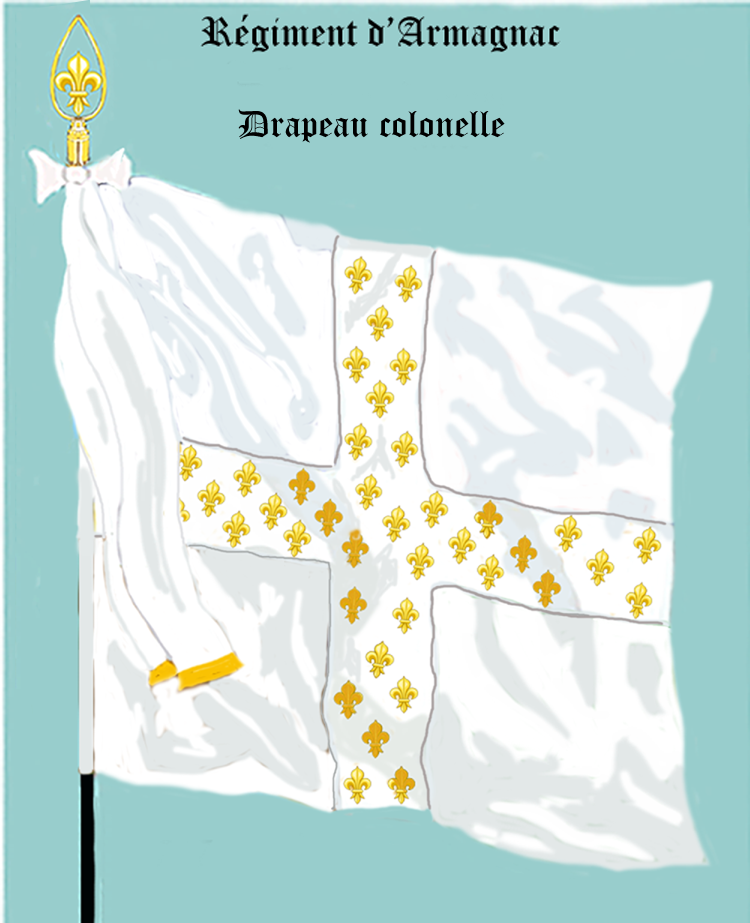
drapeau colonel de 1776 à 1791
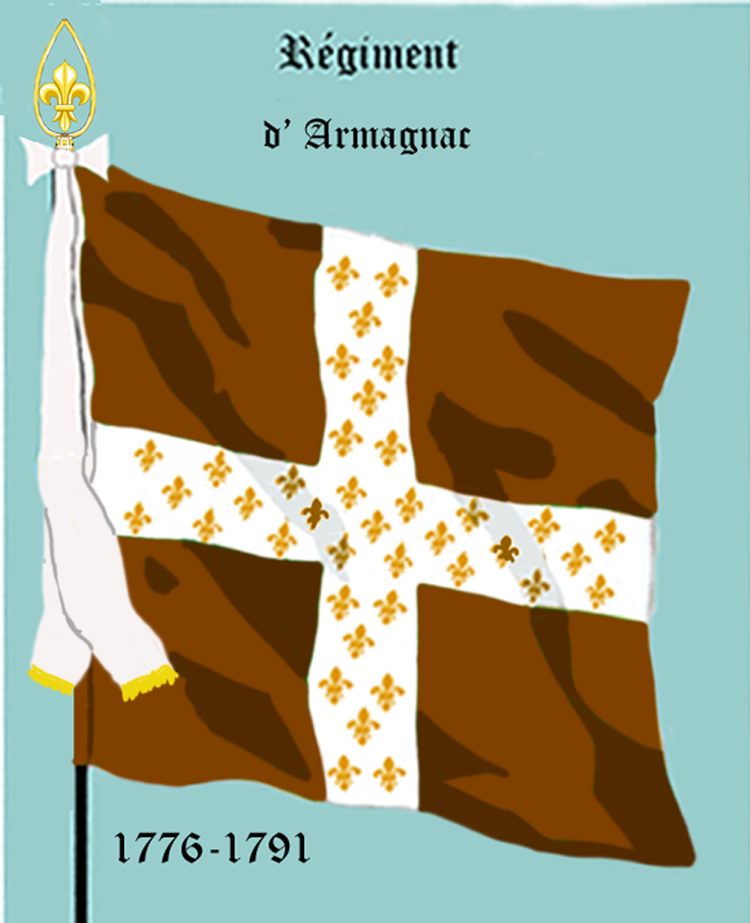
drapeau d'ordonnance de 1776 à 1791

### Habillement

Uniformes
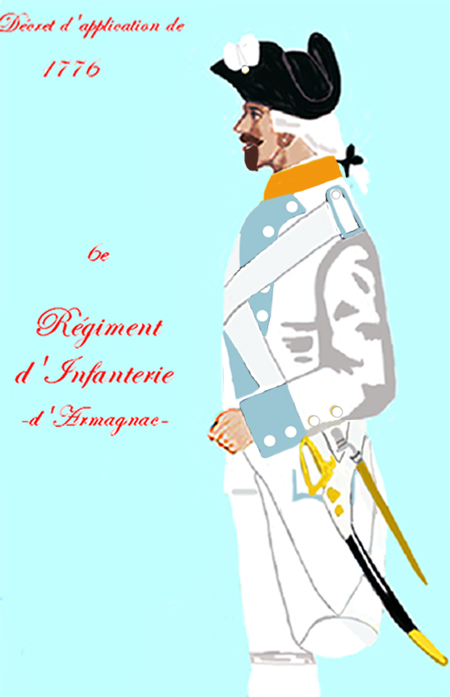
régiment d’Armagnac de 1776 à 1779
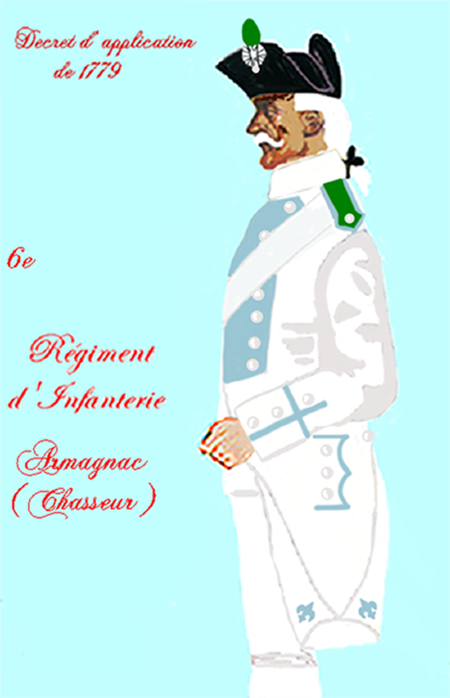
régiment d’Armagnac de 1779 à 1791
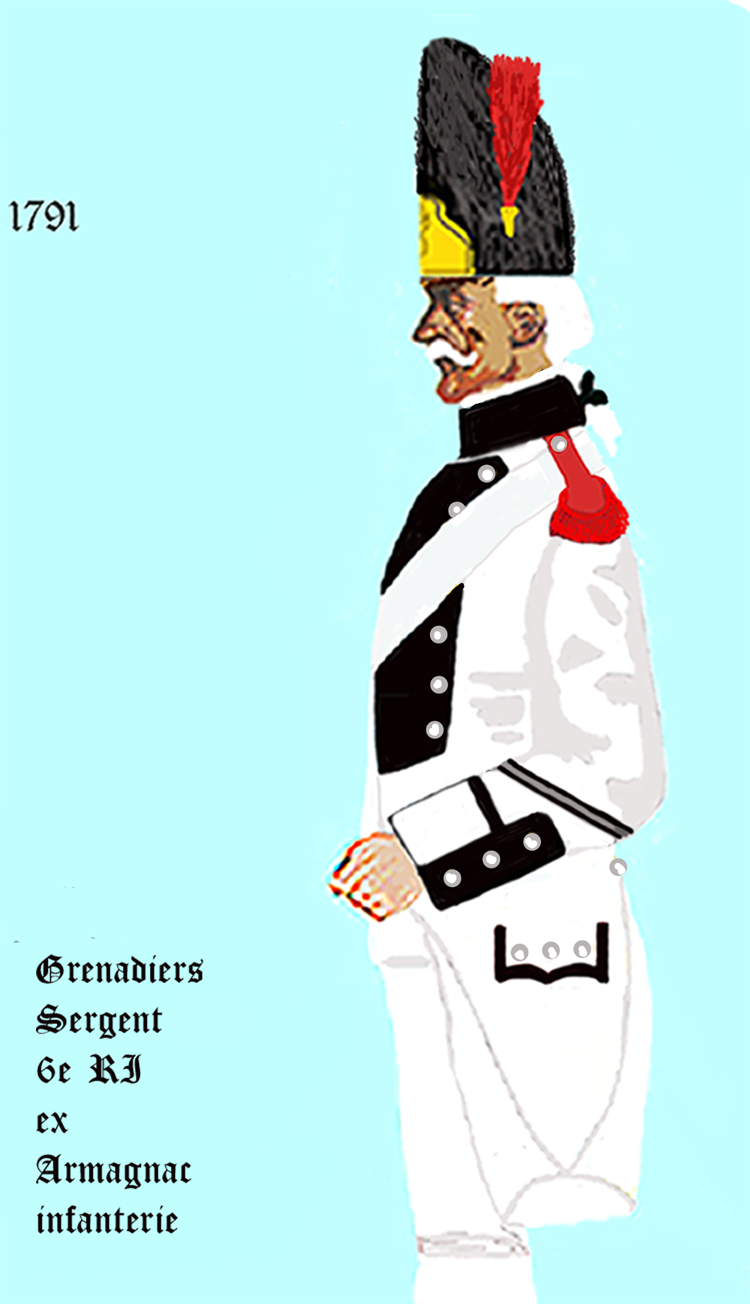
sergent grenadier du 6e régiment d’infanterie de ligne de 1791 à 1795

## Historique

### Colonels et mestres de camp
- 18 avril 1776 : François-Xavier, comte de Lowendhal
- 8 avril 1779 : Louis-Nicole, marquis de Livarot
- 10 mars 1788 : Jean-Baptiste-Antoine-Hilarion-Pacôme, chevalier de Grimaldi
- 21 octobre 1791 : Jean-Baptiste-Marie-Joseph Florimond de Cappy
- 23 novembre 1791 : Jacques-Thomas Lhuillier de Rouvenac
- 29 juin 1792 : Pierre Clédat

### Campagnes et batailles
2 officiers et 2 soldats de ce régiment sont morts aux États-Unis durant guerre d'indépendance des États-Unis.
Le 6e régiment d’infanterie de ligne participe aux campagnes de 1793 et 1794 à l’Armée des Côtes de Cherbourg.

### Personnalités ayant servi au régiment
- Claude-Étienne Baratte (1734-1796), capitaine commandant de compagnie, sert au régiment de 1776 à 1784.